# Callerebia confusa
Callerebia confusa är en fjärilsart som beskrevs av Charles James Watkins 1925. Callerebia confusa ingår i släktet Callerebia och familjen praktfjärilar. Inga underarter finns listade i Catalogue of Life.